# De Donkere Toren
De Donkere Toren (Engels: The Dark Tower) is een achtdelige boekenserie van Stephen King. De hoofdpersoon, Roland van Gilead, is een scherpschutter, op zoek naar een object dat bekendstaat als de Donkere Toren. De serie is een versmelting van elementen uit horror, fantasy, sciencefiction en western.

## Inhoud
Centraal staat Roland Deschain, de laatste der scherpschutters. Hij leeft in de Al-Wereld, een wereld parallel aan de onze. De Al-wereld is op zijn beurt onderverdeeld in drie werelden, waarvan Binnen-Wereld de belangrijkste is. 
De Al-wereld is zeer anders dan de onze, maar vertoont ook sterke overeenkomsten. Er zijn zowel kenmerken aanwezig van een feodale maatschappij als van het Wilde Westen, terwijl er ook magie, monsters en mutanten, en technologie, zoals robots, aanwezig zijn. Rolands wereld is "verder gegaan", en lijkt inderdaad in haar avondschemer te zijn: oorlogen hebben hele beschavingen verwoest, complete steden en landen zijn verdwenen, maar ook afstanden en windrichtingen kloppen niet meer en de zon gaat zelfs niet altijd op de goede plaats op. Behalve de Al-wereld, bezoeken Roland en zijn gevolg ook meerdere andere werelden. Waaronder de wereld van De beproeving en de “echte” wereld.
Samen met zijn reisgenoten, Ka-tet genaamd, is Roland op zoek naar de Donkere Toren; een constructie die zich in het hart van het multiversum bevindt en omhoog gehouden wordt door ‘de zes stralen’. De Al-wereld is de enige wereld uit het multiversum waarin de Donkere Toren een tastbare, fysieke vorm heeft. In alle andere werelden bevindt zich slechts een representatie van de toren, zoals een roos. De stralen waar  de toren op steunt verbinden de grenzen van een wereld/universum met de kern en zorgen dat de wereld in kwestie in stand blijft. Beschadigingen aan de stralen kunnen catastrofale gevolgen hebben voor de wereld waar de straal bij hoort. De oude beschaving uit de Al-wereld gebruikte geavanceerde technologie om de stralen te onderhouden, maar deze technologie is grotendeels ten onder gegaan met de beschaving zelf. Roland’s voornaamste doel is het stoppen van de Scharlaken Koning, die de toren, en daarmee het multiversum, wil vernietigen.

## Boeken in de serie
| Boeken                                                    | Boeken                                       | Boeken                | Boeken |
| Titel                                                     | Originele titel                              | Verschijning          | Samenvatting |
| --------------------------------------------------------- | -------------------------------------------- | --------------------- | --- |
| De Donkere Toren I: De Scherpschutter                     | The Dark Tower I: The Gunslinger             | 1982, herzien in 2003 | De scherpschutter achtervolgt de man in het zwart al jaren door de woestijn. Onderweg komt hij in een vijandig dorp en ontmoet hij de jongen Jake Chambers, die na zijn dood in New York in 1977, op geheimzinnige wijze in Al-Wereld is beland.                                         |
| De Donkere Toren II: Het Teken van Drie                   | The Dark Tower II: The Drawing of the Three  | 1987                  | Roland wordt ernstig ziek nadat een kreeftwezen twee vingers van hem afbijt. Via een paar mysterieuze deuren komt hij op verschillende momenten in New York, en wint hij er nieuwe reisgenoten.                                                                                          |
| De Donkere Toren III: Het Verloren Rijk                   | The Dark Tower III: The Waste Lands          | 1991, herzien in 2003 | Het ka-tet begint de Straal te volgen die naar de Toren zal leiden. Door Rolands acties is Jake niet gestorven in 1977 en is er een tijdsparadox ontstaan die hem tot waanzin drijft. |
| De Donkere Toren IV: Tovenaarsglas                        | The Dark Tower IV: Wizard and Glass          | 1997                  | Rolands ka-tet reist verder, op de hielen gezeten door Randall Flagg (uit o.a. de Beproeving). In een raamvertelling wordt meer duidelijk over Rolands verleden. |
| De Donkere Toren V: Wolven van de Calla                   | The Dark Tower V: Wolves of the Calla        | 2003                  | Rolands ka-tet komt in een geteisterd dorp en ontmoet daar Vader Callahan (uit Bezeten Stad) |
| De Donkere Toren VI: Een Lied van Susannah                | The Dark Tower VI: A Song of Susannah        | 2004                  | De groep komt weer in onze wereld en ontmoet niemand minder dan Stephen King zelf. |
| De Donkere Toren VII: De Donkere Toren                    | The Dark Tower VII: The Dark Tower           | 2004                  | De tijd dringt en Roland doet er alles aan om de Toren eerder te bereiken dan de Scharlaken Koning. |
| De Donkere Toren: De wind door het sleutelgat (deel IV.V) | The Dark Tower: The Wind Through the Keyhole | 2012                  | De bende van scherpschutter Roland van Gilead komt in een storm terecht in Midden-Wereld, bevolkt met monsters en onbetrouwbare magie. Terwijl ze schuilen, vertelt Roland hun een verhaal uit zijn jeugd als jonge scherpschutter voordat hij zijn queeste naar De Donkere Toren begon. |

## Personages

### Ka-tet
- Roland Deschain is afkomstig uit Gilead, een baronie in Binnen-Wereld. Hij is de laatste der scherpschutters, die (ondanks hun cowboy-achtige verschijning) in feite een soort oude ridderorde zijn. Ook is hij de laatste afstammeling van Arthur Eld, het Al-wereld-equivalent van koning Arthur. Rolands wapens zijn twee revolvers gesmeed van het metaal van het zwaard van Arthur Eld. Roland is bezeten van zijn enige doel: het bereiken van de Donkere Toren. Hierdoor kan Roland soms hard en gevoelloos zijn.
- Eddie Dean wordt in 1987, als 21-jarige heroïneverslaafde, door Roland uit New York naar Al-wereld gehaald. Eddie is impulsiever en gevoeliger dan Roland en raakt hierdoor weleens met hem in conflict. In eerste instantie wil hij liever terug naar zijn eigen wereld, totdat hij verliefd wordt op Susannah.
- Donald Callahan: een voormalig priester die oorspronkelijk zijn debuut maakte in het boek Bezeten Stad.  In dat boek vocht hij mee tegen de vampier Kurt Barlow, maar werd hij door Barlow verslagen en gedwongen wat van de vampier zijn bloed te drinken. Hierdoor is Callahan niet langer in staat om kerken binnen te gaan, maar kan hij wel instinctief vampieren herkennen als deze zich in zijn buurt bevinden. Na in zijn eigen wereld zelfmoord te hebben gepleegd, belandt hij in Al-Wereld.
- Susannah Dean is afkomstig uit het New York van het jaar 1964. Oorspronkelijk heette ze Odetta Holmes, maar na het krijgen van een steen op haar hoofd ontwikkelde ze de tweede persoonlijkheid: Detta Walker. Dankzij Roland ontdekken de twee persoonlijkheden elkaar en integreren in de persoonlijkheid van Susannah Dean. Susannah mist haar onderbenen omdat iemand haar voor de metro duwde en heeft vaak ondersteuning nodig bij het reizen.
- Jake Chambers is een elfjarige jongen uit het New York van 1977, in Rolands wereld terechtgekomen nadat Jack Mort hem voor een auto geduwd had. Jake trekt met Roland mee, maar als deze moet kiezen tussen Jake redden of de man in het zwart bereiken laat hij Jake aan zijn lot over. Als Roland later voorkomt dat Mort Jake vermoordt in 1977, ontstaat er een tijdsparadox en moet Jake alsnog naar Al-Wereld gehaald worden.
- Oy is een brabbeldas, een hondachtig dier dat over de mogelijkheid beschikt om de klank van een mensenstem na te praten. Oy is Jake's kameraad en zijn goede neus, gecombineerd met een hoge intelligentie blijken van nut.

### Vijanden
- De Scharlaken Koning is een transdimensionale demon en het ultieme kwaad. Hij wil de Donkere Toren vernietigen in de hoop dat de daarop volgende instorting van het multiversum tot zijn ultieme overwinning zal leiden.
- Randall Flagg is een magiër en de belangrijkste rechterhand van de Scharlaken Koning. Flagg staat bekend onder vele namen en kent meerdere verschijningen, zoals de Man in het Zwart, Walter O'Dim, Marten Broadcloak en Legio.

## Strip
Sinds 2007 wordt er ook een stripreeks over De Donkere Toren gepubliceerd. De strip begint in feite als een prequel en speelt rond de tijd van de flashbacks in het eerste en vierde boek, in het bijzonder het tweede en derde gedeelte uit boek vier (de pagina's 127 t/m 608), waarbij de originele verhaallijnen worden gevolgd. Stephen King schrijft de scenario’s niet zelf, maar heeft wel supervisie. Verdere afleveringen bieden achtergronden van personages die in de boeken minder aan bod komen.

## Film en tv-serie
Regisseur Ron Howard, producer Brian Grazer en scenarioschrijver Akiva Goldsman hebben De Donkere Toren verfilmd. Hoewel het eerst de  bedoeling was om dit in drie films en twee tv-seizoenen te doen, flopte de film The Dark Tower uit 2017 van Sony en Media Rights Capital, die het project co-produceerden en -financierden.

## Connecties met andere werken
Zoals veel werken van Stephen King bevat de reeks een hoop referenties naar andere werken van zowel King zelf als andere schrijvers. Ook zijn referenties naar films, televisieseries en liederen te vinden.
Referenties naar Kings eigen werken zijn:
- Bezeten Stad: Donald Callahan, een prominent personage uit dit boek, speelt eveneens een grote rol in De Donkere Toren. Na zijn dood blijkt hij in Al-Wereld beland.
- De beproeving: Het eerste boek met Randall Flagg. De wereld van De beproeving wordt in het vierde deel bezocht.
- De Talisman: Ook in dit deel komen parallelle werelden voor.
- Het: De Schildpad (Maturin) die de vijand van Het is, lijkt een parallel te vormen met de schildpad die een van de stralen waar de toren op steunt bewaakt.
- Ogen van de Draak: Flagg is ook in dit boek de grote schurk. Het rijk Delain wordt enkele malen genoemd in de Donkere Toren en er is een verwijzing naar Thomas en Dennis, die Flagg achtervolgen.
- Insomnia: De Scharlaken Koning probeert de jonge Patrick Danville te vermoorden, die in het laatste deel van de Donkere Toren een rol speelt.
- Zwart Huis: Vervolg op De Talisman. Abbalah is de Scharlaken Koning, op zoek naar Brekers.
- Alles is Eventueel: Bevat het korte verhaal De Kleine Zusters van Eluria, dat zich chronologisch afspeelt voor De Scherpschutter en wat in de herziene versie van De Scherpschutter is opgenomen als proloog. Dezelfde bundel bevat ook het gelijknamige verhaal Alles is Eventueel, waarin de breker Dinky Earnshaw voorkomt.
- Harten in Atlantis: De breker Ted Brautigan komt in het eerste verhaal binnen dit boek voor. Ook de Lage Mannen, die de Scharlaken koning dienen, spelen in dit verhaal een rol.
- Desperation: Het wezen dat hier in voorkomt komt uit de wereld van Roland.

Zoals genoemd wordt in de donkere toren deel 6 'Een Lied van Susannah' heeft vrijwel elk boek geschreven door Stephen King een connectie met de Donkere Toren-reeks. De overeenkomsten zijn vaak zo klein dat ze niet eens noemenswaardig zijn, maar ze zijn er wel. Een voorbeeld is dat van De shining en Dr. Sleep. In beide boeken speelt het zogenoemde 'Het licht' een belangrijke rol. Een gave die het ka-tet van Roland ook in lichte mate lijkt te hebben. Daarnaast wordt er in deze boeken ook gesproken over doden die niet willen accepteren dat zij dood zijn. Hier wordt ook over gesproken in een aantal boeken uit de Donkere Toren-reeks. Zo zijn er in veel King boeken kleine connecties te vinden met het verhaal van Roland.  